# Karl Jensen (maler)
 Der er flere personer med dette navn, se Carl Jensen.
Karl Georg Jensen (født 22. november 1851 i Holstebro, død 23. maj 1933 i Nyhuse ved Hillerød) var en dansk maler.
Karl Jensen blev som dreng sat i klejnsmedelære, kom til København 1871, blev svend og dimitteredes 1873 af C.V. Nielsen til Kunstakademiet, som han besøgte indtil 1879. Han var elev hos Harald Foss, og i begyndelsen af 8o'erne hjalp han Lorenz Frølich med dennes malerier til Frederiksborg. En betydningsfuld indflydelse på Jensens kunst fik to af hans kammerater, nemlig Ludvig Kabell og Karl Madsen.
Indtil midten af 1880'erne arbejdede Jensen udelukkende som landskabsmaler, men tog også arkitekturmaleriet op.
Han illustrerede bl.a. Oldskriftselskabets Skrifter og leverede tegninger til Tidsskrift for Kunstindustri,  Ude og Hjemme og Illustreret Tidende samt en række smukke landskabstegninger til Martinus Galschiøts Danmark (1887-93). Desuden arbejdede han i tre år i Rigsarkivet med tegninger af konge-sigillerne til Anders Thisets bog.

## Billeder
| - Værker af Karl Jensen - Kirkeinteriør, 1888 - Åløb i bakket landskab, 1894 - Et af kongens gemakker på Eremitagen, 1907 - Korridor på Frederiksborg Slot, 1907 - Den gamle bispegaard i Odense, 1915 - Anna Heger med adoptivdøtrene Eva og Lisa Bruun i indelukket nær Frederiksborg Slot, Hillerød, 1917 - Skovlysning med to unge kvinder, 1919 - Christian III's værelse. Frederiksborg Slot, ca 1920 - Hedelandskab ved sommertide Mellem 1869 og 1933 |

| - Skovparti med en sø Mellem 1869 og 1933 - Ved Søndersø Mellem 1869 og 1933 - Kirkeinteriør med udsigt mod koret Mellem 1869 og 1933 - Udsigt over hustage Mellem 1869 og 1933 |

| - Tryk af Karl Jensen - Landskab med vej, 1892 (gravering, SMK ) - Interiør fra Domkirken i Lübeck, 1894 (gravering) - Grønnegården i Frederiks Hospital, 1909 (radering) - Forum Romanum, 1910 (gravering) |